# 養性堂琴譜
《養性堂琴譜》，古琴譜，清光緒二十四年，倪和宣。

## 琴譜介紹
此譜與《雙琴書屋琴譜集成》同出昆明倪氏，署稱“雙琴書屋藏本”。共鈔六曲，無序跋。目錄下有“昆明倪氏家藏”白文印。